# Circuit urbain de Bakou
Le circuit urbain de Bakou (Baku City Circuit ; azéri : Bakı Şəhər Halqası) est un circuit automobile temporaire situé près du parc maritime de Bakou, à Bakou, en Azerbaïdjan. Il a accueilli pour la première fois le Grand Prix d'Europe de Formule 1, le 19 juin 2016. Il est ensuite renommé en Grand Prix d'Azerbaïdjan en 2017.

## Description

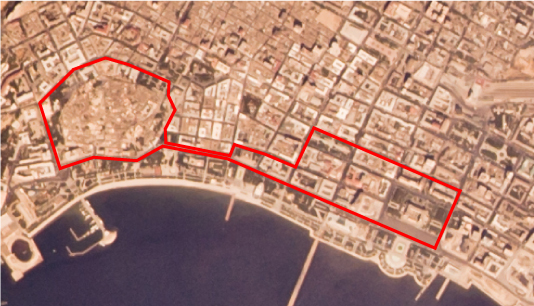
Le tracé du circuit

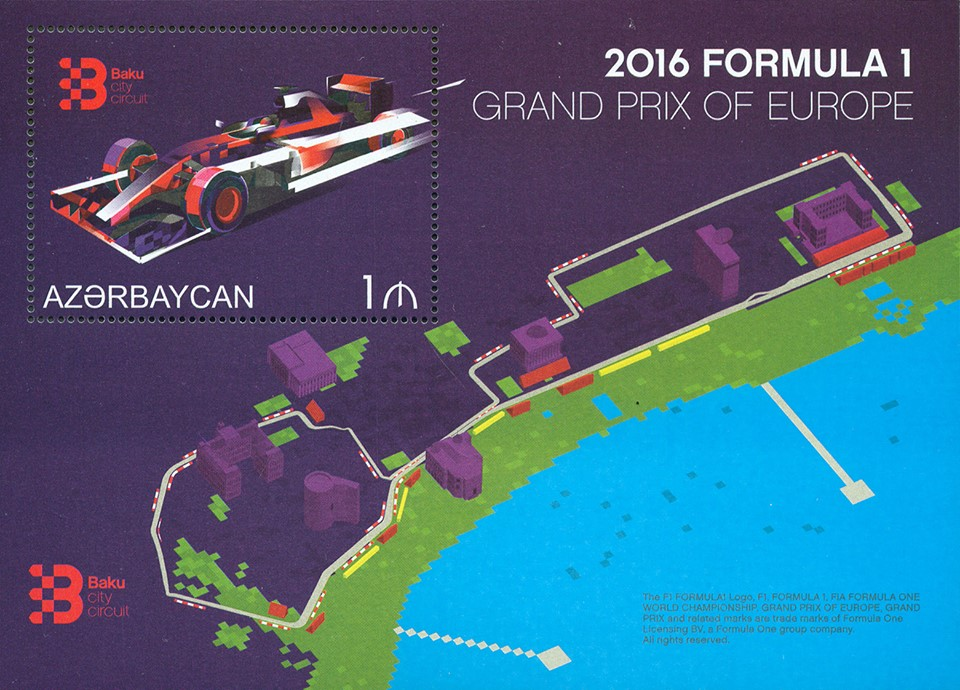
Le tracé du circuit sur un timbre de l'Azerbaïdjan

Le circuit de six kilomètres, réalisé par Hermann Tilke, architecte habituel des circuits de Formule 1 modernes, doit être parcouru dans le sens anti-horaire. Le départ est donné à la place Azadliq ; le circuit fait le tour de la Maison du gouvernement, pique ensuite vers l'ouest en direction de la tour de la Vierge pour ensuite contourner la vieille ville avant de prendre, sur 2,2 km, l'avenue Neftchilar jusqu'à la ligne de départ.
Le circuit présente vingt virages et permet une vitesse maximum de l'ordre de 340 km/h sur sa très longue ligne droite. Dans les faits, le record de vitesse pour une F1 a été réalisé par le Finlandais Valtteri Bottas sur Williams avec une mesure officielle de 366,1 km/h réalisée lors des qualifications du Grand Prix d'Europe le samedi 18 juin 2016 au niveau de la ligne de départ. Les données de l'écurie ont montré que Bottas a atteint les 378 km/h après le radar puisque la première zone de freinage est située après la ligne de départ, ce qui en ferait le record absolu officieux de la discipline.

## Palmarès en Formule 1
| Année | Vainqueur                                 | Écurie                                    | Course                                    | Résultats                                 |
| ----- | ----------------------------------------- | ----------------------------------------- | ----------------------------------------- | ----------------------------------------- |
| 2016  | Nico Rosberg                              | Mercedes                                  | Grand Prix d'Europe                       | Résultats                                 |
| 2017  | Daniel Ricciardo                          | Red Bull-TAG Heuer                        | Grand Prix d'Azerbaïdjan                  | Résultats                                 |
| 2018  | Lewis Hamilton                            | Mercedes                                  | Grand Prix d'Azerbaïdjan                  | Résultats                                 |
| 2019  | Valtteri Bottas                           | Mercedes                                  | Grand Prix d'Azerbaïdjan                  | Résultats                                 |
| 2020  | Annulé à cause de la pandémie de Covid-19 | Annulé à cause de la pandémie de Covid-19 | Annulé à cause de la pandémie de Covid-19 | Annulé à cause de la pandémie de Covid-19 |
| 2021  | Sergio Pérez                              | Red Bull-Honda                            | Grand Prix d'Azerbaïdjan                  | Résultats                                 |
| 2022  | Max Verstappen                            | Red Bull                                  | Grand Prix d'Azerbaïdjan                  | Résultats                                 |
| 2023  | Sergio Pérez                              | Red Bull-Honda RBPT                       | Grand Prix d'Azerbaïdjan                  | Résultats                                 |
| 2024  | Oscar Piastri                             | McLaren-Mercedes                          | Grand Prix d’Azerbaïdjan                  | Résultats                                 |

### Classement des pilotes par nombre de victoires
| Nombre de victoires | Pilote           | Années        |
| ------------------- | ---------------- | ------------- |
| 2                   | Sergio Pérez     | - 2021 - 2023 |
| 1                   | Nico Rosberg     | 2016          |
| 1                   | Daniel Ricciardo | 2017          |
| 1                   | Lewis Hamilton   | 2018          |
| 1                   | Valtteri Bottas  | 2019          |
| 1                   | Max Verstappen   | 2022          |
| 1                   | Oscar Piastri    | 2024          |

### Classement des écuries par nombre de victoires
| Nombre de victoires | Ecurie   | Années                      |
| ------------------- | -------- | --------------------------- |
| 4                   | Red Bull | - 2017 - 2021 - 2022 - 2023 |
| 3                   | Mercedes | - 2016 - 2018 - 2019        |
| 1                   | McLaren  | - 2024                      |

## Jeux vidéo
Le circuit est présent dans les jeux vidéos suivants :
- F1 2016 (sous le nom de GP d'Europe)
- F1 2017
- F1 2018
- F1 2019
- F1 2020
- F1 2021
- F1 22
- F1 23
- F1 24
- F1 25